# Decimoputzu
Decimoputzu – miejscowość i gmina we Włoszech, w regionie Sardynia, w prowincji Sud Sardynia. Graniczy z Decimomannu, Siliqua, Vallermosa, Villasor i Villaspeciosa.
Według danych na rok 2004 gminę zamieszkiwały 4024 osoby, 91,5 os./km².